# Dicranomyia (Dicranomyia) redundans
Dicranomyia (Dicranomyia) redundans is een tweevleugelige uit de familie steltmuggen (Limoniidae). De soort komt voor in het Afrotropisch gebied.